# Єдешко Іван Іванович
Іван Іванович Єдешко (білор. Іван Іванавіч Ядэшка; нар. 25 березня 1945, Стецьки, Гродненський район, Гродненська область, Білоруська РСР) — радянський баскетболіст. Заслужений майстер спорту СРСР (1972); кавалер ордена «Знак Пошани» (1972).

## Життєпис
Іван Єдешко — вихованець гродненського баскетболу. Перший тренер — Яків Йосипович Фруман.
Закінчив спортивно-педагогічний факультет спортивних ігор і єдиноборств Білоруського державного університету фізичної культури (1970).
Грав за баскетбольні клуби «Спартак» (Мінськ), РТІ (Мінськ), ЦСКА (Москва), СКА (Київ).
Увійшов до історії вітчизняного і світового баскетболу, зробивши «золотий пас» Олександру Бєлову за три секунди до закінчення фінального матчу зі збірною США на Олімпіаді в Мюнхені (1972). Тоді у складній і напруженій кінцівці матчу баскетболісти радянської збірної тричі вводили м'яч у гру через зупинки і проблеми з відліком часу і, зрештою, вирвали перемогу у американців з мінімальним розривом: 51:50.
Член КПРС з 1979 року. Тренер збірної СРСР на чемпіонаті світу-1982 (1-е місце) та чемпіонаті Європи 1987 р. (2-е місце).
Заслужений тренер Росії, заслужений тренер СРСР.
Іван Єдешко був тренером чоловічої команди ЦСКА — чемпіона Росії 1992 року. У 1993 році працював головним тренером ліванського клубу «Спортинг», який став чемпіоном країни, а провідними гравцями клубу були самарець Віктор Кулагін і саратовець Сергій Щепоткін.
Головний тренер юніорської збірної Росії в 1998—1999 роках.
У 1999—2001 роках Іван Єдешко працював головним тренером молодіжної збірної Росії.

## Досягнення: звання, нагороди
- Олімпійський чемпіон 1972 року, бронзовий призер Олімпійських ігор 1976
- Заслужений майстер спорту СРСР (1972)
- Чемпіон світу 1974, срібний призер Чемпіонату світу 1978
- Чемпіон Європи 1971, 1979, срібний призер Чемпіонату Європи 1975; бронзовий призер Чемпіонату Європи 1973
- Чемпіон СРСР 1971-74, 1976, 1977, 1979, 1980. Срібний призер чемпіонату СРСР 1975
- Чемпіон Універсіади 1970; срібний призер — 1973 р.
- Володар Кубка європейських чемпіонів 1970/1971.
- ордена «Знак Пошани» (СРСР, 1972),
- ордена Пошани (Росія, 2006);
- Медаль «За трудову доблесть» (СРСР, 1982).

## Родина
Батько — Єдешко Іван Олександрович (1907—1997). Мати — Єдешко Ганна Вікентіївна (1912—1988). Брат — Євстафій Єдешко — працює на кафедрі фізичної культури в Гродненському державному університеті імені Янки Купали.
Дружина — Єдешко Лариса Андріївна (нар. 1946), закінчила МДУ, працювала викладачем. Дочка — Єдешко Наталія Іванівна (нар. 1970), тенісистка, майстер спорту, працювала в ЦСКА. Зять — Нечаєв Андрій Артемович, (нар. 1963), колишній президент баскетбольного клубу «Хімки» (серпень 2012 — січень 2013). Онуки: Артем, Іван.

## У кіно
У фільмі 2017 року «Рух вгору», який присвячений перемозі команди СРСР на Олімпійських іграх 1972 року в Мюнхені, роль Івана Єдешка зіграв Кузьма Саприкін.